# Zlatan Muslimović
Zlatan Muslimović, född 6 mars 1981 i Banja Luka, SFR Jugoslavien, är en bosnisk-svensk före detta fotbollsspelare. Han har både bosniskt och svenskt medborgarskap.

## Karriär
Zlatan Muslimović har dubbla medborgarskap, bosniskt och svenskt, och debuterade 2001 i Bosnien och Hercegovinas ungdomslandslag. Muslimović kom till Sverige från Bosnien och Hercegovina 1993, då kriget i före detta Jugoslavien pågick. Zlatan Muslimović kom till Habo och spelade först för Habo IF. 1997 och 1998 spelade han för Husqvarna FF och gick 1998 vidare till IFK Göteborg, där han spelade för 18-årslaget som vann SM i sin åldersklass 1999. I februari år 2000 skrev han på för det italienska laget Udinese Calcio och 2001 lånades han ut till italienska Perugia AC. Säsongen 2004/2005 gjorde han succé i Rimini i Serie C1, där han med 15 mål hjälpte till då laget gick upp en division. Den 25 augusti 2005 skrev Zlatan Muslimović på för spel med italienska FC Messina som säsongen 2005/2006 föll ur Serie A (på grund av att Juventus förlorade sin plats i Serie A fick Messina behålla sin plats Serie B 2006/2007). Strax efter degraderingen lånades Muslimović ut till Parma FC och spelade i Serie A även säsongen 2006/2007. Säsongen 2007/2008 spelade han för italienska Atalanta BC. Sommaren 2008 skrev han på för den grekiska storklubben PAOK FC där han gjorde succé.
Zlatan Muslimović vaktade också innebandymålet för Brandstorps IF P 81-lag säsongen 1994/1995.

## Landslag
Zlatan Muslimović gjorde den 2 september 2006 A-landslagsdebut för Bosnien-Hercegovina i en EM-kvalmatch borta mot Malta. Bosnien-Hercegovina vann matchen med 5-2 och Zlatan Muslimović skrev in sig i målprotokollet. Under hela kvalet till EM 2008 gjorde han fyra mål och var en viktig kugge i att Bosnien klättrade i UEFA-rankingen.
I kvalet till VM 2010 i Sydafrika blev Bosnien-Hercegovina utslagna av Portugal i november 2009. Zlatan Muslimović sköt i stolpen vid mötet i Lissabon.